# القرن 16
القرن السادس عشر هو الفترة الزمنية الممتدة من اليوم الأول لعام 1501 إلى اليوم الأخير من عام 1600 حسب التقويم الميلادي.
| عقد 1490 | 1490 | 1491 | 1492 | 1493 | 1494 | 1495 | 1496 | 1497 | 1498 | 1499 |
| عقد 1500 | 1500 | 1501 | 1502 | 1503 | 1504 | 1505 | 1506 | 1507 | 1508 | 1509 |
| عقد 1510 | 1510 | 1511 | 1512 | 1513 | 1514 | 1515 | 1516 | 1517 | 1518 | 1519 |
| عقد 1520 | 1520 | 1521 | 1522 | 1523 | 1524 | 1525 | 1526 | 1527 | 1528 | 1529 |
| عقد 1530 | 1530 | 1531 | 1532 | 1533 | 1534 | 1535 | 1536 | 1537 | 1538 | 1539 |
| عقد 1540 | 1540 | 1541 | 1542 | 1543 | 1544 | 1545 | 1546 | 1547 | 1548 | 1549 |
| عقد 1550 | 1550 | 1551 | 1552 | 1553 | 1554 | 1555 | 1556 | 1557 | 1558 | 1559 |
| عقد 1560 | 1560 | 1561 | 1562 | 1563 | 1564 | 1565 | 1566 | 1567 | 1568 | 1569 |
| عقد 1570 | 1570 | 1571 | 1572 | 1573 | 1574 | 1575 | 1576 | 1577 | 1578 | 1579 |
| عقد 1580 | 1580 | 1581 | 1582 | 1583 | 1584 | 1585 | 1586 | 1587 | 1588 | 1589 |
| عقد 1590 | 1590 | 1591 | 1592 | 1593 | 1594 | 1595 | 1596 | 1597 | 1598 | 1599 |
| عقد 1600 | 1600 | 1601 | 1602 | 1603 | 1604 | 1605 | 1606 | 1607 | 1608 | 1609 |

شهدت بداية هذا القرن تأسيس الدولة الصفوية في بلاد فارس.
وتحول فتوحات الدولة العثمانية من الغرب الأوروبي إلى الشرق العربي حيث اتسعت رقعة الدولة اتساعا كبيرا فضمت العراق بعد انتصارها على الدولة الصفوية وقضت على الدولة المملوكية وضمت بلاد الشام ومصر والحجاز.
توج شارل الخامس امبراطورا رومانيا مقدسا بعد أن ورث ممتلكات غطت معظم أوروبا فأصبح ارشيدوق النمسا وملك بوهيميا المجر وشمال إيطاليا ودوق بورغونيا وملك إسبانيا ولكنه اصطدم بطموحات ملك فرنسا فرانسوا الأول في التوسع في هولندا وإيطاليا والنوايا التوسعية للسلطان العثماني سليمان القانوني نحو وسط أوروبا مما فرض على شارل الحرب على جبهتين في ذات الوقت شرقاً ضد العثمانيين وغرباً ضد الفرنسيين.
انتشرت بأوروبا عقيدة دينية جديدة ظهرت على يد الراهب الألماني مارتن لوثر التي لم تؤدي إلى خلافات مذهبية فحسب بل أدت إلى صراع ديني بروتستانتي كاثوليكي في جميع أنحاء أوروبا وامتد لأكثر من 100 عام وخلّف وراءه 11 مليون قتيل.
شهد هذا القرن حرب الثمانين عاما حرب الاستقلال الهولندية، وشهد أيضا نشاط إستيطاني لإسبانيا في أمريكا الوسطى (إسبانيا الجديدة) باحتلال كوبا والمكسيك وغواتيمالا والهندوراس، وفي أمريكا الجنوبية بأحتلال بيرو وتشيلي.

## أحداث
- 1500 ولد شارل الخامس من زواج سياسي لفيليب ابن ماكسيمليان الأول الإمبراطور الروماني المقدس وأرشيدوق النمسا من خوانا ابنة ملكي إسبانيا فرناندو الثاني ملك أراغون وإيزابيلا الأولى ملكة قشتالة.
- 1500 الغورو ناناك يبدأ نشر الديانة السيخية خامس أكبر ديانة في العالم.
- 1500 الملاح البرتغالي بيدرو ألفاريس كابرال يطالب بضم البرازيل للبرتغال.
- 1500 أسطول كمال ريس العثماني يهزم جمهورية البندقية في معركة مودون.
- 1501 عودت مايكل أنجلو إلى موطنه فلورنسا ليبدأ العمل على تمثال داود.
- 1501 نتيجة لتفتت الدولة التيمورية تمكن إسماعيل الصفوي من تأسيس الدولة الصفوية في إيران وتوج باسم الشاه إسماعيل الأول.
- 1502 خانية القرم تحتل سراي عاصمة خانية القبيلة الذهبية منهية وجودها.
- 1503 إسبانيا تهزم فرنسا في معركة تشيرينيولا.
- 1504 وفاة إيزابيلا الأولى ملكة قشتالة في نوفمبر ورثت ابنتها خوانا الأولى والدة شارل عرش قشتالة فصار شارل بدوره الوريث المحتمل.
- 1504 تأسيس سلطنة سنار على يد عمارة دنقس.
- 1505 اعتلاء الٳمبراطور تشنغده لعرش سلالة مينغ الحاكمة في الصين.
- 1505 وفاة أمير موسكو المعظم إيفان الثالث في أكتوبر وخلفه ابنه فاسيلي الثالث الذي واصل سياسة توحيد الأراضي الروسية التي نهجها والده.
- 1505 تأسيس سلطنة ديماك من طرف السلطان ترينجونو كأول مملكة إسلامية في جاوة بٳندونيسيا.
- 1506 وفاة فيليب الأول ملك قشتالة والد شارل شاباً في سبتمبر أصبح شارل بعمر الستة سنوات ولي للعهد ليس لقشتالة فقط بل أيضاً للنمسا وبورغونيا اللتان سيرثهما عن جده الإمبراطور ماكسيمليان الأول وجدته ماري دوقة بورغونيا.
- 1506 وفاة ملك بولندا ودوق لتوانيا العظمي ألكسندر ياغيلون في أغسطس وخلفه اخيه زغمونت الأول.
- 1506 ليوناردو دافنشي يكمل لوحة الموناليزا.
- 1506 وفاة كريستوفر كولومبوس في بلد الوليد بإسبانيا.
- 1506 اجتياح بولندا من طرف جيوش خانية القرم.
- 1507 احتلال ألفونسو دي ألبوكيرك لهرمز ومسقط، والسيطرة على مدخل الخليج العربي من طرف البرتغال.
- 1509 وفاة هنري السابع ملك إنجلترا في أبريل وخلفه ابنه هنري الثامن ملك إنجلترا الذي بدا في صورة رجل عصر النهضة وأصبح بلاطه قبلة المبدعين من العلماء والفنانين.
- 1509 بداية الهيمنة البرتغالية التجارية في المحيط الهندي بعد ٳنتصارهم في معركة ديو.
- 1510 جيوش أفونسو دي ألبوكيرك البرتغالي تحتل غوا في الهند.
- 1511 قوات أفونسو دي ألبوكيرك البرتغالي تسيطر على مدينة ملقا، عاصمة سلطنة ملقا.
- 1512 قام سليم بانقلاب على والده السلطان العثماني بايزيد الثاني واعتلي عرش السلطنة باسم سليم الأول.
- 1513 هنري الثامن ملك إنجلترا يهزم الفرنسيين في معركة جوينجيت.
- 1513 قوات هنري الثامن ملك إنجلترا تصد هجوم اسكتلندا وتهزم قوات جيمس الرابع في معركة فلودين.
- 1514 تحولت الفتوحات في عهد السلطان العثماني سليم الأول من الغرب الأوروبي إلى الشرق العربي حيث اتسعت رقعة الدولة اتساعا كبيرا فضم العراق بعد انتصاره على الدولة الصفوية الشيعية في معركة جالديران.
- 1514 توقف توسعات دوقية موسكو الكبرى في أوروبا الشرقية بعد الهزيمة ضد جيوش ليتوانيا وبولندا في معركة أورشا.
- 1515 وفاة لويس الثاني عشر ملك فرنسا في يناير وخلفه زوج ابنته فرانسوا الأول ملك فرنسا الذي واصل سياسة أسلافه تجاه إيطاليا فاجتاز جبال الألب وألحق هزيمة بسويسرا قبل أن يعرج على شمال إيطاليا ويحتل ميلانو.
- 1516 وفاة فرناندو الثاني ملك أراغون في يناير ورث شارل عرش أراغون ليتوج ملكا لإسبانيا باسم كارلوس الأول بالإضافة لممالك نابولي وصقلية.
- 1516 ضم السلطان العثماني سليم الأول بلاد الشام بعد انتصاره على السلطان المملوكي قنصوة الغوري في معركة مرج دابق وقتل السلطان قنصوة الغوري وخلفه طومان باي
- 1517 قضى السلطان العثماني سليم الأول على الدولة المملوكية وفتح مصر بعد انتصاره على طومان باي في معركة الريدانية وبعد فتح مصر تنازل المتوكل آخر الخلفاء العباسيين عن الخلافة الإسلامية للسلطان سليم الأول.
- 1517 انتشرت بأوروبا عقيدة دينية جديدة ظهرت على يد الراهب الألماني مارتن لوثر الذي كتب وثيقة تتضمن 95 بندا عارض فيها الكنيسة الكاثوليكية أهم بنودها رفضه للكهنوت وصكوك الغفران انتشرت الوثيقة بين العامة خاصة مع اختراع الطباعة.
- 1518 تمكن أسطول بحري عثماني بقيادة مير علي بك من تحرير مقديشيو ومدن أخرى على الساحل الأفريقي وأنزل بالبرتغاليين خسائر فادحة كما تمكن الأسطول بقيادة خير الدين بربروسَ من تحرير الجزائر من سيطرة الاسبان.
- 1519 وفاة الإمبراطور الروماني ماكسيمليان الأول وأتصبح حفيده شارل ارشيدوق للنمسا وملكا لبوهيميا والمجر وشمال إيطاليا ودوق بورغونيا وانتخب امبراطورا روماني مقدس باسم شارل الخامس.
- 1519 القراصنة البربر بقيادة خير الدين بربروس يشنون غارة على بروفنس وتولون في جنوب فرنسا.
- 1519 إرنان كوريتس يبدأ حملة الغزو الإسباني للمكسيك.
- 1520 وفاة السلطان العثماني سليم الأول وخلفه ابنه سليمان القانوني الذي اتجه للتوسع في وسط أوروبا.
- 1521 اندلعت واحدة من سلسلة الحروب الإيطالية بين فرانسوا الأول ملك فرنسا وجمهورية البندقية ضد الإمبراطور الروماني شارل الخامس وهنري الثامن ملك إنجلترا والدولة البابوية وانتهت بهزيمة فرانسوا الأول.
- 1521 لاقت دعوة مارتن لوثر صدى لدى بعض أمراء ألمانيا الذين أرادوا الخروج من عباءة روما. لم تتجلى تلك المشاكل في الخلافات المذهبية فحسب بل أدت إلى صراعات مفتوحة. مما دعا الإمبراطور الروماني شارل الخامس لاصدار مرسوم فورمس بحرمان اللوثريين كنسياً اندلعت ثورات عنيفة من قِبل الفلاحين الساخطين بوسط أوروبا على السلطات الكاثوليكية التي سرعان ما بدأت بقمع الانتفاضة وقتل ما يقارب 200 ألف شخص في أول صراع ديني بروتستانتي كاثوليكي تشهده أوروبا.
- 1521 تمكن السلطان العثماني سليمان القانوني من فتح بلغراد عاصمة صربيا وفتح جزيرة رودس المدعومة من كنيسة روما مما دفع فرسان الإسبتارية لمغادرة الجزيرة واتجهوا إلى مالطا وأقاموا فيها لمواصلة القرصنة على السفن الإسلامية وعرفوا بـفرسان القديس يوحنا.
- 1521 انتصار مقاتلو جزيرة ماكتان الفلبينية بقيادة لابو لابو على القوات الإسبانية التي يقودها فرديناند ماجلان في معركة ماكتان.
- 1522 قام الإمبراطور الروماني شارل الخامس بتنصيب المستكشف الاسباني إرنان كورتيس قائدا عاما لإسبانيا الجديدة بعد أن تمكن من غزو إمبراطورية الآزتيك واحتلال كوبا والمكسيك وجواتيمالا والهندوراس.
- 1523 قاد غوستاف من أسرة فاسا السويدية تمردا على كريستيان الثاني ملك الدنمارك زعيم اتحاد كالمار الذي يضم الدنمارك والسويد والنرويج ويتوج ملك للسويد باسم غوستاف الأول الذي يعتبر مؤسس السويد الحديثة.
- 1524 وفاة إسماعيل الأول مؤسس السلالة الصفوية واعتلاء طهماسب الأول لكرسي الحكم.
- 1526 وقع فرانسوا الأول ملك فرنسا في الأسر في واحدة من الحروب الإيطالية وأجبر على التوقيع على معاهدة مدريد يقر فيها بتسليم دوقيتي ميلانو وبورغونيا للأسبان وبعد أطلاق سراحه أعلن أنه في حِل من هذه المعاهدة.
- 1525 ٳنتصار إسبانيا وألمانيا على فرنسا في معركة بافيا، والقبض على فرانسيس الأول ملك فرنسا.
- 1526 انتصر أمير فرغانة ظهير الدين بابر على إبراهيم لودي سلطان دلهي في معركة بانيبات الأولى وأسس سلطنة مغول الهند
- 1526 احتل السلطان العثماني سليمان القانوني بودابست عاصمة المجر بعد الانتصار على لويس الثاني ملك المجر وسلوفينيا وكرواتيا وبوهيميا في معركة موهاج.
- 1526 بعد مقتل لويس الثاني ملك المجر وكرواتيا وملك بوهيميا آل أمر الممالك إلى ارشيدوق النمسا فيردناند الأول. وعين السلطان العثماني سليمان القانوني يانوش زابوليا حاكم ترانسلفانيا ملكا للمجر على المناطق التي تحت سيطرة العثمانيين مكافأة له لتخليه عن مساعدة لويس الثاني في معركة موهاج.
- 1526 قام الإمبراطور الروماني شارل الخامس وأخوه فيردناند الأول أرشيدوق النمسا بإعادة احتلال المجر فعاد سليمان مرة أخرى وغزا المجر وفرض حصارا على فيينا لكن النصر كان حليف النمساويين وأصبحت الأراضي المجرية ساحة حرب بين النمساويين والعثمانيين.
- 1529 اشتعلت المواجهات من جديد في شمال إيطاليا بين فرانسوا الأول ملك فرنسا وال هابسبورغ حتى تم توقيع معاهدة كامبريي سنة والتي تخلت فرنسا بموجبها عن مطالبتها بشمال إيطاليا في مقابل اعتراف إسبانيا بسيادة فرنسا على بورغونيا.
- 1529 النمسا تهزم الإمبراطورية العثمانية في حصار فيينا.
- 1531 اندلاع الحرب الأهلية في حضارة الإنكا بين الأخوين أتاوالبا وواسكار.
- 1532 فرانثيسكو بيثارو يبدأ حملة الغزو الإسباني لإمبراطورية الإنكا.
- 1533 أسس الأمراء اللوثريين داخل الإمبراطورية الرومانية المقدسة اتحاد شمالكالدي الذي زود بجيش إتحادي وخزانة عامة وقاده فيليب الأول لاندغراف هسن ويوهان فريدرش ناخب ساكسونيا.
- 1533 وفاة أمير موسكو المعظم فاسيلي الثالث في ديسمبر وخلفه ابنه إيفان الرابع وعمره ثلاث سنوات.
- 1533 آن بولين تصبح ملكة إنجلترا.
- 1533 غزا المستكشف الإسباني فرنشيسكو بيسارو إمبراطورية الإنكا في أمريكا الجنوبية واحتل بيرو وتشيلي وضمها للتاج الاسباني وعين حاكما عاما لبيرو من قبل الإمبراطور شارل الخامس.
- 1534 انفصال الكنيسة الإنجليزية عن الكنيسة الكاثوليكية بعد إعلان هنري الثامن ملك إنجلترا متحديا البابا أن كنيسة إنجلترا تخضع لسلطان الملك، وليس لروما أي سلطان عليها بعد الاعتراض على طلاق زوجته الأولى فأصدر البابا كليمنت بالحرمان الكنسي للملك هنري الذي قطع العلاقات مع روما وأصدر القانون السيادي الذي يؤكد أن بريطانيا ليست خاضعة لسلطة بعد الله إلا للملك.
- 1534 ٳستيلاء العثمانيين على مدينة بغداد من الصفويين.
- 1534 وفاة فريدريك الأول ملك الدنمارك والنرويج في أبريل وخلفه ابنه كريستيان الثالث.
- 1534 قام الأسطول العثماني بقيادة أمير البحر خير الدين بربروس بغزو تونس وتحريرها من ملكها الحفصي الموالي لملك اسبانيا.
- 1535 قام الإمبراطور الروماني شارل الخامس بحملة عسكرية في شمال أفريقيا انتهت باحتلال تونس وهزيمة برباروس الذي لجأ لمدينة الجزائر.
- 1536 قطع رأس آن بولين ملكة إنجلترا بتهمة الزنا والخيانة.
- 1536 تأسيس مدينة بوينس آيرس في الأرجنتين من طرف بيدرو دي ميندوزا.
- 1538 انتصار البحرية العثمانية على الأسطول الإسباني الفينيسي في معركة بريفيزا.
- 1541 احتل العثمانيون كامل العاصمة المجرية بودابست واضطر فرديناند الأول وأخوه شارل الخامس إلى توقيع معاهدة مذلة مع السلطان العثماني سليمان القانوني مدتها خمس سنوات تخلى فيها فرديناند عن أطماعه في مملكة المجر وأُجبر على دفع الجزية للعثمانبين.
- 1542 في وقت متأخر من سلسلة الحروب الإيطالية تحالف فرانسوا الأول ملك فرنسا والسلطان العثماني سليمان القانوني ضد الإمبراطور شارل الخامس وهنري الثامن ملك إنجلترا شهدت الحرب معارك واسعة النطاق في إيطاليا وفرنسا ومنطقة الأراضي المنخفضة ورغم من أن الصراع كان مدمرا إلا أن النتيجة لم تكن حاسمة.
- 1542 إعلان هنري الثامن ملك إنجلترا ملكا على أيرلندا بواسطة قانون تاج أيرلندا.
- 1544 فرنسا تهزم الجيش الإمبراطوري الإسباني في معركة سيريسول.
- 1545: قوات ٳمبراطورية سونغاي تحتل العاصمة المالية نياني.
- 1547 وفاة هنري الثامن ملك إنجلترا في يناير وخلفه ابنه إدوارد السادس ملك إنجلترا وهو في التاسعة من عمره.
- 1547 واصل أمير موسكو المعظم إيفان الرابع سياسة توحيد الأراضي الروسية وتوج كأول قيصر ليصبح أمير موسكو العظمي وقيصر عموم روسيا.
- 1547 وفاة فرانسوا الأول ملك فرنسا وخلفه ابنه هنري الثاني ملك فرنسا.
- 1500 بناء مسجد سليمان القانوني في ٳسطنبول من طرف معمار سنان.
- 1550 المغول بقيادة ألتان خان يغزون الصين ويحاصرون بكين.
- 1551 أعلن هنري الثاني ملك فرنسا الحرب على آل هابسبورغ كان الهجوم المبكر على لورين ناجحاً.
- 1552 روسيا القيصرية تحتل خانية قازان في آسيا الوسطى.
- 1553 حاول هنري الثاني ملك فرنسا غزو توسكانا لكنه لقي هزيمة ساحقة واضطر لقبول السلام متنازلاً بذلك عن أي مطالب أخرى في إيطاليا.
- 1553 وفاة إدوارد السادس ملك إنجلترا في يوليو وخلفته أخته ماري الأولى ملكة إنجلترا ابنة الملك هنري الثامن من زوجته الأولى كاترين أراغون.
- 1554 زواج ماري الأولى ملكة إنجلترا وفيليب ابن شارل الخامس الذي أصبح ملكا لإسبانيا لاحقا.
- 1555 عقد الإمبراطور الروماني شارل الخامس مؤتمر أوجسبورغ الذي أنهى نظريا الصراع بين البروتستانت والكاثوليك ونص على حق أمراء الولايات الألمانية في اختيار الديانة لإمارتهم.
- 1556 تنازل الإمبراطور الروماني شارل الخامس عن العرش موزعاً ملكه بين أبنه فيليب الثاني ملك أسبانيا وصقلية ونابولي والمقاطعات السبعة عشر (هولاندا وبلجيكا ولكسمبورج) وأخيه فرديناند الأول ارشيدوق للنمسا وملكا لبوهيميا والمجر وانتخب إمبراطور روماني مقدس.
- 1556 جلال الدين أكبر يهزم هيمو البقال في معركة بانيبات الثانية.
- 1556 روسيا القيصرية تحتل خانية أستراخان.
- 1557 استولاء العثمانيون على مصوع وعزل إثيوبيا عن بقية العالم.
- 1558 وفاة ماري الأولى ملكة إنجلترا وايرلندا وخلفتها أختها غير الشقيقة إليزابيث الأولى ملكة إنجلترا التي أقامت الكنيسة البروتستانتية الإنجليزية وأصبحت الحاكم الأعلى لها بمجرد اعتلائها العرش.
- 1558 اندلعت الحرب الليفونية بين روسيا وبولندا من أجل السيطرة على ليفونيا حيث تمكنت روسيا من احتلال شمال ليفونيا.
- 1558 المغرب تصد هجوما للجيش العثماني وتهزمهم في معركة وادي اللبن.
- 1559 وفاة هنري الثاني ملك فرنسا إثر إصابة قاتلة في تنافس خلال الاحتفالات بالسلام في يوليو وخلفه ابنه فرانسوا الثاني ملك فرنسا بعمر 15 عاماً والذي لم يعمر طويلاً مما أدخل فرنسا في اضطرابات زادت حدتها مع اندلاع الحروب الدينية بفرنسا.
- 1559 وفاة كريستيان الثالث ملك الدنمارك والنرويج في يناير وخلفه ابنه فريدريك الثاني ملك الدنمارك والنرويج الذي واصل الصراع الطويل الأمد مع السويد من أجل السيطرة على التجارة بين بحر الشمال والبلطيق.
- 1560 وفاة غوستاف الأول ملك السويد في سبتمبر وخلفه ابنه إريك الرابع عشر الذي أثار حفيظة النبلاء بقتل خمسة من زعمائهم وأعلن الحرب على الدنمارك.
- 1560 وفاة فرانسوا الثاني ملك فرنسا في ديسمبر وخلفه أخوه شارل التاسع ملك فرنسا في العاشرة من عمره فتولت أمه كاترين دي ميديشي الوصاية.
- 1562 أصدرت كاترين دي ميديشي الوصي على ملك فرنسا مرسوم يتيح حرية العبادة للبروتستانت بشرط إعادة جميع أماكن العبادة التي استولوا عليها وأن يقيموا شعائرهم خارج المدن إلا أن التسامح الذي سعت إليه جاء بنتائج عكسية حيث دمر البورتستانت الكثير من الكنائس بدلاً من إعادتها.
- 1562 اندلعت أولى حروب فرنسا الدينية عندما استولى البروتستانت على بعض المدن الفرنسية وتوالى بعدها سبع حروب أهلية تدخلت فيها دول مجاورة لمساعدة الأطراف المتناحرة حيث دعم فيليب الثاني ملك إسبانيا الكاثوليك ودعمت إليزابيث الأولى ملكة إنجلترا البروتستانت.
- 1563 قرر إريك الرابع عشر ملك السويد التدخل في الحرب الليفونية.
- 1564 وفاة الإمبراطور الروماني فرديناند الأول وخلفه ابنه ماكسيمليان الثاني ارشيدوق للنمسا وملكا للمجر وكرواتيا وملك بوهيميا وانتخب إمبراطور روماني مقدس.
- 1565: ٳنتصار سلطنات ديكان في معركة تاليكوتا ضد إمبراطورية فيجاياناغارا الهندوسية.
- 1566 وفاة السلطان العثماني سليمان القانوني في سبتمبر وخلفه ابنه سليم الثاني الذي كان سلطانا ضعيفا لولا وجود الصدر الأعظم صقللي محمد باشا.
- 1568 بدأت حرب الثمانين عاماً أو حرب الاستقلال الهولندية بتمرد سبع عشرة مقاطعة بقيادة ويليام أمير أورانج المنفي على فيليب الثاني ملك إسبانيا صاحب السيادة في هولاندا.
- 1568 نشر فيليب الثاني ملك إسبانيا جيوشه واستعاد السيطرة على معظم المقاطعات المتمردة إلا أن مقاطعات الشمال واصلت مقاومتها.
- 1568 خلع يوهان الثالث أخاه إريك الرابع عشر وتوج بدلا منه ملكا للسويد واميرا لفنلندا وعقد صلحا مع الدنمارك.
- 1569 استبدال الاتحاد الشخصي بين بولندا وليتوانيا باتحاد لوبلين الذي وقع بمدينة لوبلين بعد أن ظل الملك زغمونت الثاني أوغست الأخير من آل ياغلون دون ذرية وأصبحت دولة واحدة باسم الكومنولث البولندي الليتواني بـاتحاد حقيقي وملكية انتخابية.
- 1571 البحرية المقدسة بقيادة إسبانيا تدمر أسطول الإمبراطورية العثمانية في معركة ليبانت.
- 1571 خانية القرم تهاجم موسكو عاصمة روسيا القيصرية وتدمرها.
- 1572 وفاة زغمونت الثاني أوغست ملك الكومنولث البولندي الليتواني في يوليو وانتخب خلفه هنري ابن هنري الثاني ملك فرنسا ملكا للكومنولث بعد زواجه من آنا ياغيلون أخت زغمونت الثاني.
- 1573 بداية فترة أزوتشي موموياما في اليابان التي تعتبر مرحلة انتقالية بين فترتي حكم شوغونات كل من أشيكاغا وتوكوغاوا أهم ما ميزها هو استعادة البلاد لوحدتها السياسية.
- 1574 وفاة شارل التاسع ملك فرنسا في مايو تخلى هنري عن تاج الكومنولث البولندي الليتواني وعاد إلى فرنسا ليتوج بأسم هنري الثالث ملك فرنسا.
- 1574 وفاة السلطان العثماني سليم الثاني في ديسمبر وخلفه ابنه مراد الثالث الذي بعد وفاة الشاه الصفوي وتنازع ابنائه على السلطة.
- 1576 وفاة الشاه الصفوي طهماسب الأول في مايو تنازع إسماعيل الثاني الصفوي وأخوه حيدر على السلطة حتى استقرت لإسماعيل الثاني.
- 1576 استغل السلطان العثماني مراد الثالث تنازع أولاد الشاه الصفوي طهماسب الأول بعد وفاته وضم بلاد الكرج (جورجيا) واذرببيجان وداغستان.
- 1576 زواج آنا ياغيلون من ستيفن باتوري الذي انتخب ملكا للكمنولث البولندي الليتواني.
- 1576 وفاة الإمبراطور ماكسيمليان الثاني في أكتوبر وخلفه ابنه رودولف الثاني ارشيدوق للنمسا وملكا للمجر وكرواتيا وملكا لبوهيميا وتوج إمبراطور في روماني مقدس.
- 1578: مقتل سبستيان الأول ملك البرتغال في معركة واد المخازن ضد دولة السعديين في المغرب.
- 1579 وقعت المقاطعات السبع الشمالية في الأراضي المنخفضة معاهدة اتحاد أوترخت وتاسيس جمهورية هولندا ساعية للاستقلال عن المملكة الاسبانية الهابسبورجية.
- 1580 استغل فيليب الثاني ملك إسبانيا وفاة سبستيان الأول ملك البرتغال في حربه مع مملكة فاس بالمغرب وضم البرتغال إلى مملكة إسبانيا.
- 1582 انتهت الحرب الليفونية بصلح تنازلت فيه روسيا عن ليفونيا لبولندا.
- 1582 يرماك تيموفيفيتش يغزو خانات سيبيريا نيابة عن عائلة ستروجانوف.
- 1584 وفاة أمير موسكو وقيصر عموم روسيا إيفان الرابع في مارس وخلفه ابنه فيودور الأول الذي كان ضعيف العقل، مما جعله مجرد حاكم اسمي وكان الحاكم الفعلي شقيق زوجته ووزيره المؤتمن بوريس غودونوف.
- 1586 وفاه ملك الكومنولث البولندي الليتواني ستيفن باتوري في ديسمبر انتخب خلفه سييسموند فاسا ابن ملك السويد يوهان الثالث والأميرة البولندية كاثرين ياغيلون.
- 1588 وفاة ملك الدنمارك والنرويج فريدريك الثاني ملك الدنمارك والنرويج في أبريل وخلفه ابنه كريستيان الرابع ملك الدنمارك والنرويج.
- 1588 انتصار البحرية الإنجليزية على الأسطول البحري الإسباني (الأرمادا الإسبانية) خلال الحرب الإنجليزية الإسبانية (1585–1604).
- 1589 وفاة هنري الثالث ملك فرنسا في أغسطس وخلفه هنري الرابع ملك نافارا أول ملوك آل بوربون وهي فرع من سلالة الكابيتيون الذي بذل قصارى جهده للتوفيق بين الكاثوليك والبروتستانت في مملكة فرنسا التي مزقتها الحرب الأهلية.
- 1592 غزو اليابان لمملكة جوسون الكورية.
- 1592 وفاة يوهان الثالث ملك السويد في نوفمبر وخلفه ابنه سييسموند فاسا الذي كان كاثوليكيا وأراد أن يحول السويد إلى الكاثوليكية اجتمع مجلس الديت وقرر ألا يتوج زغمونت إلا بعد إقراره المذهب اللوثري مذهبا رسميا للدولة وأن يكون عمه كارل نائبا للملك.
- 1595 وفاة السلطان العثماني مراد الثالث في يناير وخلفه ابنه محمد الثالث.
- 1595 انتصار السلطان العثماني محمد الثالث على المجر والنمسا في معركة كرزت.
- 1598 اضطر هنري الرابع ملك فرنسا البروتستانتي لاعتناق المذهب الكاثوليكي لرأب الصدع بين الكاثوليك والبروتستانت وأصدر مرسوم سلام نانت الذي يحث على التسامح لينهي حروب فرنسا الدينية.
- 1592 الغزو الياباني الثاني لمملكة جوسون الكورية لكن تحالف مملكة جوسون وسلالة مينغ الحاكمة الصينية يجبر اليابانيين على مغادرة شبه الجزيرة الكورية.
- 1598 تراجع سييسموند فاسا ملك السويد عن إقراره المذهب اللوثري بعد عودته لبولندا وجمع جيشا لغزو السويد ولكن النصر كان حليف الجيش السويدي بقياده عمه كارل الذي توج باسم كارل التاسع ملك السويد.
- 1598 وفاة فيليب الثاني ملك إسبانيا في سبتمبر وخلفه ابنه فيليب الثالث.
- 1598 وفاة قيصر روسيا فيودور الأول في يناير وخلفه وزيره وشقيق زوجته بوريس غودونوف.

مكرر_______________
- ولد شارل عام 1500م. من زواج سياسي لفيليب ابن ماكسيمليان الأول الإمبراطور الروماني المقدس من خوانا ابنة ملكي إسبانيا فرناندو الثاني ملك أراغون وإيزابيلا الأولى ملكة قشتالة.
- نتيجة لتفتت الدولة التيمورية تمكن إسماعيل الصفوي من تأسيس الدولة الصفوية في إيران وتوج باسم الشاه إسماعيل الأول.
- وفاة ملكة قشتالة إيزابيلا في نوفمبر 1504م. ورثت ابنتها خوانا الأولى والدة شارل عرش قشتالة فصار شارل بدوره الوريث المحتمل. وبوفاة فيليب والد شارل شاباً في سبتمبر 1506م. أصبح شارل بعمر الستة سنوات ولي للعهد ليس لقشتالة فقط بل أيضاً للنمسا وبورغونيا اللتان سيرثهما عن جده الإمبراطور ماكسيمليان الأول هابسبورج وجدته ماري دوقة بورغونيا.
- وفاة امير موسكو المعظم إيفان الثالث في أكتوبر 1505م. وخلفه ابنه فاسيلي الثالث الذي واصل سياسة توحيد الأراضي الروسية التي نهجها والده إيفان الثالث.
- وفاة ملك بولندا ودوق لتوانيا العظمي ألكسندر ياغيلون في أغسطس 1506م. وخلفه اخيه زغمونت الأول ملكا لبولندا ودوق لدوقية لتوانيا العظمي.
- وفاة هنري السابع ملك إنجلترا في أبريل 1509م. وخلفه ابنه هنري الثامن ملك إنجلترا. الذي بدا في صورة رجل عصر النهضة وأصبح بلاطه قبلة المبدعين من العلماء والفنانين.
- أعتلي السلطان سليم الأول عرش السلطنة العثمانية بعد انقلاب قام به على والده بايزيد الثاني ابن محمد الفاتح سنة 1512م. تميز عهد السلطان سليم الأول بتحول الفتوحات من الغرب الأوروبي إلى الشرق العربي حيث اتسعت رقعة الدولة اتساعا كبيرا فضم العراق بعد انتصاره علي الدولة الصفوية الشيعية في معركة جالديران سنة 1514م. وقضي علي الدولة المملوكية وضم بلاد الشام ومصر والحجاز بعد انتصاره علي السلطان المملوكي قانصوه الغوري في معركة مرج دابق سنة 1516م. وعلي خليفته طومان باي في معركة الريدانية سنة 1517م. وبعد فتح مصر تنازل المتوكل اخر الخلفاء العباسيين عن الخلافة الإسلامية للسلطان سليم الأول.
- وفاة ملك فرنسا لويس الثاني عشر في يناير 1515م. وخلفه زوج ابنته الملك فرانسوا الأول ملك فرنسا الذي واصل سياسة أسلافه تجاه إيطاليا فاجتاز جبال الألب وألحق هزيمة بسويسرا قبل أن يعرج على شمال إيطاليا ويحتل ميلانو.
- وفاة ملك أراغون فرناندو الثاني في يناير 1516م. ورث شارل عرش اراغون ليتوج ملكا لاسبانيا باسم كارلوس الأول بالإضافة لممالك نابولي وصقلية سنة 1516م.
- تمكن أسطول بحري عثماني بقيادة مير علي بك من تحرير مقديشيو ومدن اخري علي الساحل الأفريقي وأنزل بالبرتغاليين خسائر فادحة كما تمكن اسطول بقيادة خير الدين بربروس من تحرير الجزائر من سيطرة الاسبان سنة 1518م.
- وفاة الإمبراطور ماكسيمليان سنة 1519م. واصبح حفيده شارل ارشيدوق للنمسا وملكا لبوهيميا والمجر وشمال إيطاليا ودوق بورغونيا باسم شارل الخامس وانتخب امبراطورا رومانيا مقدسا سنة 1520م.
- وفاة السلطان العثماني سليم الأول سنة 1520م. وخلفه ابنه السلطان سليمان القانوني الذي اتجه للتوسع في وسط أوروبا.
- لم يحقق الأمبراطور شارل الخامس الكثير من النجاحات لضخامة ممتلكاته بالإضافة لأصطدامه بطموحات ملك فرنسا فرانسوا الأول فالوا في التوسع في هولندا وإيطاليا والنوايا التوسعية للسلطان العثماني سليمان القانوني نحو وسط أوروبا مما فرض علي شارل الحرب على جبهتين في ذات الوقت شرقاً ضد العثمانيين وغرباً ضد الفرنسيين.
- الحروب الإيطالية سلسلة من الصراعات والحروب التي اندلعت بين ال هابسبورج وال فالو للسيطرة علي دوقية ميلانو في شمال إيطاليا. أندلعت واحدة من سسلة الحروب الإيطالية بين فرانسوا الأول ملك فرنسا وجمهورية البندقية ضد الإمبراطور شارل الخامس وهنري الثامن ملك إنجلترا والدولة البابوية سنة 1521م. وانتهت بهزيمة فرانسوا الأول الذي وقع علي اثرها اسيرا وأجبر على التوقيع على معاهدة مدريد سنة 1526م. يقر فيها بتسليم دوقيتي ميلانو وبورغونيا للأسبان وبعد أطلاق سراحه أعلن أنه في حِل من هذه المعاهدة.
- أنتشرت بأوروبا عقيدة دينية جديدة التي ظهرت على يد الراهب الألماني مارتن لوثر الذي كتب وثيقة سنة 1517م. تتضمن 95 بندا عارض فيها الكنيسة الكاثوليكية أهم بنودها رفضه للكهنوت وصكوك الغفران انتشرت الوثيقة بين العامة خاصة مع اختراع الطباعة ولاقت دعوة لوثر صدى لدى بعض أمراء ألمانيا الذين أرادوا الخروج من عباءة روما. لم تتجلى تلك المشاكل في الخلافات المذهبية فحسب بل أدت إلى صراعات مفتوحة. مما دعا الإمبراطور شارل الخامس لاصدار مرسوم فورمس سنة 1521م. بحرمان اللوثريين كنسياً فأندلعت ثورات عنيفة من قِبل الفلاحين الساخطين بوسط أوروبا على السلطات الكاثوليكية التي سرعان ما بدأت بقمع الانتفاضة وقتل ما يقارب 200 ألف شخص في أول صراع ديني بروتستانتي كاثوليكي تشهده أوروبا هذا الصراع الذي امتد بعد ذلك لأكثر من 100 عام وخلّف وراءه 11 مليون قتيل.
- تمكن السلطان العثماني سليمان القانوني من فتح بلجراد عاصمة صربيا سنة 1521م. وفتح جزيرة رودس المدعومة من كنيسة روما مما دفع فرسان الإسبتارية لمغادرة الجزيرة واتجهوا إلى مالطا وأقاموا فيها لمواصلة القرصنة على السفن الإسلامية وعرفوا بفرسان القديس يوحنا.
- قام الإمبراطور شارل الخامس بتنصيب المستكشف الاسباني إرنان كورتيس قائدا عاما لأسبانيا الجديدة بعد ان تمكن من غزو إمبراطورية الآزتيك في أمريكا الوسطي وأحتلال كوبا والمكسيك وجواتيمالا والهندوراس سنة 1522م.
- قاد غوستاف من اسرة فاسا السويدية تمردا علي كريستيان الثاني ملك الدنمارك زعيم اتحاد كالمار الذي يضم الدنمارك والسويد والنرويج. ويتوج جوستاف ملك للسويد باسم غوستاف الأول الذي يعتبر مؤسس السويد الحديثة سنة 1523م..
- أحتل السلطان سليمان القانوني بست الجزء الشرقي لعاصمة المجر بعد الانتصار علي لويس الثاني ملك المجر وسلوفينيا وكرواتيا وبوهيميا في معركة موهاج سنة 1526م. وبعد مقتل لويس الثاني في المعركة آل أمر الممالك إلى ارشيدوق النمسا فرديناند الأول.
- قام الإمبراطور شارل الخامس وأخيه فيردناند أرشيدوق النمسا بأعادة احتلال المجر فعاد سليمان مرة أخرى وغزا المجر وفرض حصارا علي فيينا لكن النصر كان حليف النمساويون وأصبحت الأراضي المجرية ساحة حرب بين النمساويين والعثمانيين التي كانت سجالاً بين الطرفين حتى رجحت كفة العثمانيين واضطرت النمسا لدفع الجزية.
- أشتعلت المواجهات من جديد في شمال إيطاليا بين فرنسا وآل هبسبورج حتي تم توقيع معاهدة كامبريي سنة 1529م. والتي تخلت فرنسا بموجبها عن مطالبتها بشمال إيطاليا في مقابل اعتراف إسبانيا بسيادة فرنسا على بورغونيا.
- وفاة امير موسكو المعظم فاسيلي الثالث في ديسمبر 1533م. وخلفه ابنه الأمير ايفان الرابع وعمره ثلاث سنوات.
- تمكن المستكشف الاسباني فرانثيسكو بيثارو من غزو إمبراطورية الإنكا في أمريكا الجنوبية واحتلال بيرو وتشيلي وضمها للتاج الاسباني وعين حاكما عاما لبيرو من قبل الإمبراطور شارل الخامس.
- أنفصال الكنيسة الإنجليزية عن الكنيسة الكاثوليكية بعد ان أعلن الملك هنري الثامن متحديا البابا أن كنيسة إنجلترا تخضع لسلطان الملك وليس لروما عليها من سلطان بعد الاعتراض علي طلاق زوجته الاولي كاترين فاصدر البابا كليمنت بالحرمان الكنسي للملك هنري الذي قطع العلاقات مع روما ومرر العديد من القوانين في إنجلترا كالقانون السيادي الذي يؤكد أن بريطانيا ليست خاضعة لسلطة بعد الله إلا للملك عام 1534م.
- وفاة فريدريك الأول ملك الدنمارك والنرويج في أبريل 1534م. وخلفه ابنه كريستيان الثالث.
- أبرم ملك فرنسا تحالفاً مع السلطان العثماني شجع الأخير على فتح جبهة صراع ثانية ضد الإمبراطور في البحر المتوسط بقيادة أمير البحر خير الدين برباروس الذي قام بغزو تونس وتحريرها من ملكها الحفصي التابع لملك اسبانيا مما دفع شارل الخامس للقيام بحملة عسكرية في شمال أفريقيا انتهت سنة 1535م. باحتلال تونس وهزيمة برباروس الذي لجآ لمدينة الجزائر.
- ألتقى النمساويين بالعثمانيين مرة اخري سنة 1541م. واحتل العثمانيون كامل العاصمة المجرية بودابست واضطر فرديناند وأخوه شارل الخامس لتوقيع معاهدة مذلة مع سليمان مدتها خمس سنوات تخلى فيها فرديناند عن أطماعه في مملكة المجر وأُجبر على دفع الجزية للعثمانبين .
- في وقت متأخر من سلسلة الحروب الإيطالية سنة 1542م. تحالف فرانسوا الأول ملك فرنسا والسلطان العثماني سليمان القانوني ضد الإمبراطور شارل الخامس وملك إنجلترا هنري الثامن شهدت الحرب معارك واسعة النطاق في إيطاليا وفرنسا ومنطقة الأراضي المنخفضة ورغم من أن الصراع كان مدمرا الا ان النتيجة لم تكن حاسمة.
- أعلان هنري الثامن ملك إنجلترا ملكا على أيرلندا بواسطة قانون تاج أيرلندا لعام 1542م.
- وفاة ملك إنجلترا وأيرلندا هنري الثامن في يناير 1547م. وخلفه ابنه إدوارد السادس ملك إنجلترا وأيرلندا في التاسعه من عمره .
- واصل امير موسكو المعظم ايفان الرابع سياسة توحيد الأراضي الروسية وفي سنة 1547م. توج كأول قيصر ليصبح امير موسكو العظمي وقيصر عموم روسيا.
- وفاة ملك فرنسا فرانسوا الأول سنة 1547م. وخلفه ابنه هنري الثاني ملك فرنسا الذي أعلن الحرب علي آل هابسبورج سنة 1551م. كان الهجوم المبكر على لورين ناجحاً لكنه هزم في محاولته غزو توسكانا عام 1553م. وانتهت بهزيمة الفرنسيين واضطر هنري الثاني لقبول السلام متنازلاً بذلك عن أي مطالب أخرى في إيطاليا.
- وفاة ملك إنجلترا وأيرلندا ادوارد السادس في يوليو 1553م. وتولي الحكم بعده اخته الملكة ماري الأولى ابنة الملك هنري الثامن من زوجته الأولى كاترين أراغون.
- تزوجت ماري الأولى ملكة إنجلترا فيليب ابن شارل الخامس الذي أصبح ملكا لاسبانيا لاحقا سنة 1554م.
- لم تستطع الغالبية العظمى من الكاثوليك احتواء دعوة لوثر ولا أتباعه البروتستانت «المحتجون» مع تذايد عددهم يومًا بعد آخر إلى أن امتلكوا أراض وكنائس وأصبح لهم صوت مسموع في ألمانيا خاصة بعد اقامة اللوثريون الاتحاد الشمالكالدي الذي زود بجيش إتحادي وخزانة عامة وقاده الدوق فيليب لاندغراف هسن والدوق يوهان فريدرش ناخب ساكسونيا واشتعل الصراع والحروب بين الطائفتين ما حدا بالامبراطورية لعقد مؤتمر أوجسبورج عام 1555م. والذي أنهى نظريا الصراع بين البروتستانت والكاثوليك ونص على حق أمراء الولايات الألمانية في اختيار الديانة لإمارتهم.
- تنازل الأمبراطور شارل الخامس عن العرش موزعاً ملكه بين أبنه فيليب الثاني ملك إسبانيا وصقلية ونابولي والمقاطعات السبعة عشر (هولاندا وبلجيكا ولكسمبورج). وأخيه فرديناند الأول ارشيدوق للنمسا وملكا لبوهيميا والمجر وانتخب امبراطورا سنة 1556م.
- وفاة ماري الأولى ملكة إنجلترا وايرلندا سنة 1558م. وخلفتها اختها غير الشقيقة إليزابيث الأولى ملكة إنجلترا وأيرلندا اللتي إقامت الكنيسة البروتستانتية الإنجليزية وأصبحت الحاكم الأعلى لها بمجرد اعتلائها العرش.
- أندلعت الحرب الليفونية بين روسيا وبولندا من اجل السيطرة علي ليفونيا (استونيا ولاتفيا) وتمكنت روسيا من احتلال شمال ليفونيا عام 1558م.
- وفاة هنري الثاني ملك فرنسا اثر إصابة قاتلة في تنافس خلال الاحتفالات بالسلام في يوليو 1959م. وخلفه ابنه فرانسوا الثاني ملك فرنسا بعمر 15 عاماً والذي لم يعمر طويلاً مما ادخل فرنسا في اضطرابات ذاد حدتها مع اندلاع الحروب الدينية بفرنسا.
- وفاة ملك الدنمارك والنرويج كريستيان الثالث في يناير 1559م. وخلفه ابنه فريدريك الثاني الذي واصل الصراع الطويل الأمد مع السويد من أجل السيطرة على التجارة بين بحر الشمال والبلطيق.
- وفاة ملك السويد غوستاف الأول في سبتمبر 1560م. وخلفه ابنه إريك الرابع عشر الذي أثار حفيظة النبلاء بقتل خمسة من زعمائهم واعلن الحرب علي الدنمارك .
- وفاة ملك فرنسا فرانسوا الثاني في ديسمبر 1560م. وخلفه اخيه شارل التاسع ملك فرنسا في العاشرة من عمره فتولت امه كاترين دي ميديشي الوصاية التي اصدرت مرسوم سنة 1562م. يتيح حرية العبادة للبروتستانت بشرط أعادة جميع أماكن العبادة التي استولوا عليها وأن يقيموا شعائرهم خارج المدن الا ان التسامح الذي سعت الملكة إليه جاء بنتائج عكسية حيث دمر البورتستانت الكثير من الكنائس بدلاً من إعادتها واشتعلت الصراعات واندلعت اولي حروب فرنسا الدينية سنة 1562م. عندما استولي البروتستانت على بعض المدن الفرنسية وتوالي بعدها سبع حروب أهلية تدخلت فيها دول مجاورة لمساعدة الاطراف المتناحرة حيث دعم ملك اسبانيا فيليب الثاني الكاثوليك ودعمت ملكة إنجلترا اليزابث الاولي البروتستانت.
- وفاة الإمبراطور فرديناند الأول خلفه ابنه ماكسيمليان الثاني ارشيدوق للنمسا وملكا للمجر وكرواتيا وملك بوهيميا وانتخب امبراطورا سنة 1564م.
- وفاة السلطان العثماني سليمان القانوني في سبتمبر 1566م. وخلفه ابنه السلطان سليم الثاني الذي كان سلطانا ضعيفا لولا وجود الصدر الاعظم احمد باشا صقلي.
- بدأت حرب الثمانين عاما أو حرب الاستقلال الهولندية سنة 1568م. بتمرد سبع عشرة مقاطعة بقيادة ويليام أمير أورانج المنفي علي فيليب الثاني ملك إسبانيا صاحب السيادة في هولاندا. نشر فيليب الثاني جيوشه واستعاد السيطرة على معظم المقاطعات المتمردة إلا أن مقاطعات الشمال واصلت مقاومتها.
- خلع يوهان الثالث اخيه إريك الرابع عشر وتوج بدلا منه ملكا للسويد واميرا لفنلندا سنة 1568م.وعقد صلحا مع الدنمارك.
- استبدال الاتحاد الشخصي بين بولندا وليتوانيا باتحاد لوبلين الذي وقع عام 1569م. بمدينة لوبلين بعد ان ظل الملك زغمونت الثاني أخر ملوك آل ياغلون دون ذرية رغم زواجه ثلاث مرات. وأصبحت دولة واحدة بأسم الكومنولث البولندي الليتواني بـاتحاد حقيقي وملكية انتخابية.
- وفاة زغمونت الثاني ملك الكومنولث البولندي الليتواني في يوليو 1572م. وانتخب هنري ابن ملك فرنسا هنري الثاني ملكا للكومنولث بعد زواجه من آنا ياغلون ابنة زغمونت الأول واخت زغمونت الثاني. ولكن بعد وفاة اخيه ملك فرنسا شارل التاسع في مايو 1574مّ.تخلي عن تاج الكومنولث وعاد الي فرنسا ليتوج ملكا علي فرنسا باسم هنري الثالث.
- وفاة السلطان العثماني سليم الثاني في ديسمبر 1574م. وخلفه ابنه السلطان مراد الثالث الذي ضم بلاد الكرج (جورجيا) واذرببيجان وداغستان بعد وفاة الشاه الصفوي وتنازع ابناؤه علي السلطة.
- زواج آنا ياغلون من ستيفن باتوري الذي انتخب ملكا للكمنولث البولندي الليتواني سنة 1576م.
- وفاة الإمبراطور ماكسميليان الثاني في أكتوبر 1576م. وخلفه ابنه رودولف الثاني ارشيدوق للنمسا وملكا للمجر وكرواتيا وملكا لبوهيميا وتوج امبراطورا في نفس العام
- وقعت المقاطعات السبع الشمالية في الأراضي المنخفضة معاهدة اتحاد اوتراخت وتاسيس جمهورية هولندا ساعية للاستقلال عن المملكة الاسبانية الهابسبورجية سنة 1579م.
- أستغل فيليب الثاني ملك اسبانيا وفاة سبستيان الأول ملك البرتغال في حربة مع مملكة فاس بالمغرب سنة 1580م. وضم البرتغال الي مملكة اسبانيا.
- أنتهت الحرب الليفونية بصلح سنة 1582م. تنازلت فيه روسيا عن ليفونيا لبولندا.
- وفاة امير موسكو وقيصر عموم روسيا ايفان الرابع في مارس 1584م. وخلفه ابنه فيودور الأول الذي كان ضعيف العقل، مما جعله مجرد حاكم اسمي، وكان الحاكم الفعلي شقيق زوجته ووزيره المؤتمن بوريس جودونوف.
- وفاه ملك الكومنولث البولندي الليتواني ستيفن باتوري في ديسمبر 1586م. انتخب بعده سييسموند فاسا ابن ملك السويد يوهان الثالث والاميرة البولندية كاترين ياغلون .
- وفاة ملك الدنمارك والنرويج فريدريك الثاني في أبريل 1588م. وخلفه ابنه كريستيان الرابع ملك الدنمارك والنرويج الذي كان صبيا في الحادي عشر من عمره.
- أخذت المنافسة بين إسبانيا وإنجلترا في بدايتها طابعا دينيا بين المذهب البروتستانتي في إنجلترا والمذهب الكاثوليكي في إسبانيا. إلا أن المنافسة التجارية الاقتصادية كانت الأصل لنشوب الحرب بين الدولتين كانت إنجلترا قد قطعت شوطا كبيرا في عهد إليزابيث الاولي في تقوية جيشها البري وأسطولها البحري وأصبحت البحرية الإنجليزية منافس للبحرية الإسبانية التي وإن كانت كبيرة العدد إلا أنها ثقيلة الحركة ضعيفة في تسليحها وكان شعور رجال البحرية الإنجليزية معاديا لإسبانيا ورجال بحريتها بسبب تقسيم البابا أعالي البحار حكرا بين إسبانيا والبرتغال مما أدى للصدام بين البحرية الإنجليزية والإسبانية وانتصرت البحرية الإنجليزية علي الارمادا الاسطول البحري الاسباني انتصارا ساحقا سنة 1588م. لكن لم تنته الحرب بين البلدين الا بعد توقيع صلح سنة 1604م.
- وفاة ملك فرنسا هنري الثالث في أغسطس 1589م. وتوج هنري الرابع ملك نافارا أول ملوك آل بوربون وهي فرع من سلالة الكابيتيون الذي بذل قصارى جهده للتوفيق بين الكاثوليك والبروتستانت في مملكة فرنسا التي مزقتها الحرب الأهلية.
- وفاة ملك السويد يوهان الثالث في نوفمبر 1592م. وخلفه ابنه سييسموند فاسا الذي كان كاثوليكيا واراد ان يحول السويد الي الكاثوليكية اجتمع مجلس الديت وقرر الا يتوج سييسموند الا بعد اقراره المذهب اللوثري مذهب رسمي للدولة وان يكون عمه شارل نائبا للملك. اخير قبل سييسموند الإقرار حتي يتوج ثم تراجع عن اقراره بعد عودته لبولندا وجمع جيشا لغزو السويد ولكن النصر كان حليف الجيش السويدي بقياده عمه شارل وتم خلعه من العرش واصبح شارل الحاكم الفعلي للسويد سنة 1598م. باسم شارل التاسع ملك فرنسا.
- وفاة السلطان العثماني مراد. الثالث في يناير 1595م. وخلفه ابنه محمد الثالث الذي خرج لقتال المجر والنمسا وانتصر عليهم في معركة كرزت سنة 1596م.
- أضطر هنري الرابع ملك فرنسا البروتستانتي لاعتناق المذهب الكاثوليكي لرأب الصدع بين الكاثوليك والبروتستانت واصدر مرسوم سلام نانت سنة 1598م. الذي يحث علي التسامح لينهي الحرب الاهلية الدينية في فرنسا التي استمرت 36 عام.
- وفاة ملك اسبانيا فيليب الثاني في سبتمبر 1598م. وخلفه ابنه فيليب الثالث ملك إسبانيا.
- وفاة قيصر روسيا فيودور الأول في يناير 1598م. وخلفه وزيره وشقيق زوجته بوريس غودونوف.
- 1501: الصفويون حكموا إيران حتى عام 1736.
- 1503: ليوناردو دا فينشي بدأ رسم المونا ليزا، التي انهاها بعد ثلاث أو أربع سنوات.
- 1516-1517: العثمانيون هزموا المماليك وسيطروا على مصر وبعض مناطق شبه الجزيرة العربية، وبلاد الشام.
- 1517: بداية الإصلاح البروستاتي.
- 1521: الدولة العثمانية تستحوذ على بلغراد.
- 1524-1525: حرب الفلاحين في الإمبراطورية الرومانية المقدسة.
- 1526: فتح العثمانيون مملكة المجر.
- 1529: حصار فيينا أشار إلى أبعد تقدم للعثمانيين في أوروبا.
- 1531-1532: انفصلت الكنيسة الإنجليزية عن الكنيسة الكاثوليكية الرومانية، واعترفت بالملك هنري الثامن كرئيس لها.
- 1534: استحوذ العثمانيون على بغداد.
- 1553: البرتغاليون أسسوا استيطاناً في ماكاو.
- 1556: زلزال شانكسي في الصين الذي يعتبر أخطر الزلازل المعروفة في التاريخ.
- 1558: بعد 200 عام خسرت مملكة إنجلترا مدينة كاليه لفرنسا.
- 1566-1648: حرب الثمانين عام بين إسبانيا وهولندا.
- 1585-1604: الحرب الإنجليزية الإسبانية.
- 1592-1598: كوريا صدت غزوين يابانيين خلال حرب سبعة السنوات بمساعدة سلالة مينغ.

## شخصيات هامة
- هنري السابع، ملك إنجلترا (1457 - 1509).
- مايكل آنجلو، رسام ونحات إيطالي (1475 - 1564).
- توماس مور، سياسي وكاتب إنجليزي (1478 - 1535).
- مارتن لوثر (1483 - 1546).
- هنري الثامن، ملك إنجلترا (1491 - 1547).
- سليمان القانوني، سلطان عثماني (1494 - 1566).
- تشارلز الخامس (1500 - 1558).
- نوستراداموس (1503 - 1566).
- ميكولاج ريج، كاتب بولندي (1505 - 1569).
- أحمد بن إبراهيم الغازي (1507 - 1543).
- ماري الأولى (1516 - 1558).
- فيليب الثاني (1527 - 1598).
- إليزابيث الأولى (1533 - 1603).
- أودا نوبوناغا (1534 - 1582).
- تويوتومي هيده-يوشي (1536 - 1598).
- إدوارد السادس (1537 - 1553).
- ميغويل دي سيرفانتس، كاتب إسباني (1547 - 1616).
- هنري الرابع (1553 - 1610).
- وليام شكسبير (1564 - 1616).
- مياموتو موساشي، مقاتل ياباني (1584 - 1645).
- جون فورد (1586 - 1640).

## الاختراعات والاكتشافات
- الجذر التربيعي ({\displaystyle {\sqrt[{}]{x}}}).
- الحرف J («جيه») يضاف إلى اللغة الإنجليزية.